# Przegląd tygodnia: Wieczór z Johnem Oliverem
Przegląd tygodnia: Wieczór z Johnem Oliverem – amerykański program z gatunku infotainment nadawany od 28 kwietnia 2014 w telewizji HBO i prowadzony przez angielskiego komika Johna Olivera, który omawia aktualne i istotne dla społeczeństwa tematy. Kilkunastominutowe fragmenty programu są publikowane również na portalu YouTube, gdzie ukazują się także pełne wersje wywiadów i materiały ekskluzywne.

## Charakterystyka
Przegląd tygodnia jest utrzymany w gatunku infotainment. Stylem przypomina częściowo program informacyjny. Prowadzący John Oliver siedzi przy biurku i prowadzi narrację, którą wspomagają grafiki w rogu ekranu i pełnoekranowe nagrania. Oliver podsumowuje wybrane wydarzenia z minionego tygodnia, często związane ze Stanami Zjednoczonymi, oraz w sposób satyryczny i niecenzuralny prezentuje swój punkt widzenia w kwestiach społecznych, politycznych i egzystencjalnych.
W każdym odcinku jest temat tygodnia, któremu poświęca się najwięcej uwagi. W programie pojawiają się również skecze oraz segmenty, takie jak A teraz to, który jest montażem wypowiedzi polityków lub prezenterów, mającym wykazać powtarzające się schematy, czy Dlaczego toto jeszcze istnieje, w którym podawany jest w wątpliwość sens istnienia pewnych trendów lub tradycji w czasach współczesnych. W programie pojawiają się też wywiady ze znanymi osobami, prowadzone w humorystyczny sposób, choć poruszające niebanalne tematy.
Jednym z gagów programu jest prześmiewcze opisywanie państw, w których mają miejsca omawiane wydarzenia oraz droczenie się z widzami poprzez błędne oznaczanie państw na mapie w przypadku niewielkiej rozpoznawalności kraju.
W programie często poruszane są tematy kontrowersyjne, takie jak: kara śmierci, militaryzacja policji, napastowanie seksualne, praca dzieci w przemyśle związanym z modą, tortury, aborcja i opiatowa epidemia. Program jest nadawany w telewizji HBO, w której nie ma reklam, co zdaniem twórców świadczy o jego nieprzekupności. Wyśmiewani i krytykowani są w nim politycy, dziennikarze, prywatne firmy i duże korporacje.
Tematy dnia często są publikowane również na portalu YouTube, gdzie ukazują się także pełne wersje wywiadów i materiały ekskluzywne.

## Większe akcje w ramach programu
Program zasłynął z inicjowania akcji społecznych i medialnych, które miały na celu zilustrowanie poruszanych w nim tematów.  
- W odcinku o neutralności sieci z 1 czerwca 2015(dts) John Oliver zachęcił widzów do masowego odwiedzania strony internetowej Federalnej Komisji Komunikacji, którą oskarżał o działania mogące naruszać zasady neutralności sieci[2]. Duże zainteresowanie doprowadziło do przeciążenia i czasowej niedostępności serwerów Komisji[2].
- W odcinku dotyczącym praktyk koncernów tytoniowych z 15 lutego 2015(dts) Oliver zaprezentował fikcyjną maskotkę „Jeffa Chore Płuco” (Jeff the Diseased Lung), będącą krytyką działań marki Marlboro[6]. Postać przedstawiała chore ludzkie płuco ubrane w kapelusz i kowbojskie buty[6]. W ramach akcji umieszczono bilbordy z Jeffem w Urugwaju i wysłano koszulki z jego wizerunkiem do Togo, państw wskazanych ze względu na istotną działalność koncernów tytoniowych w regionie[6]. Kilka tygodni później Oliver poinformował, że Jeff zyskał popularność również poza programem[6]. Powstawały niezależne animacje z jego udziałem, plakaty pojawiały się w Niemczech, a w Meksyku wystąpiła w jego stroju osoba towarzysząca orkiestrze[6].
- W 2015 roku, po emisji filmu Jack Warner: Bez rękawiczek w telewizji Trynidad i Tobago, w którym były działacz piłkarski Jack Warner zapowiadał ujawnienie nieprawidłowości w FIFA, Oliver wykupił pięć minut czasu antenowego na kanale CCN TV6[7]. Wyemitował tam własne nagranie zatytułowane John Oliver: w mitenkach dezaprobaty, w którym krytykował Warnera i zachęcał go do ujawnienia informacji[8]. Warner odpowiedział publicznie, że nie potrzebuje wskazówek dotyczących tego, które materiały powinien ujawniać[9].
- W odcinku z 16 sierpnia 2015(dts) dotyczącym działalności teleewangelistów Oliver zarejestrował w Stanach Zjednoczonych własny kościół o nazwie Kościół Matki Boskiej Nieustającej Promocji[4]. Inicjatywa miała na celu zwrócenie uwagi na brak regulacji dotyczących finansów teleewangelistów w USA[4]. Ostatecznie dochody uzyskane w ramach przedsięwzięcia zostały przekazane na cele charytatywne[4].
- W odcinku poświęconym Mike’owi Pence’owi, ówczesnemu wiceprezydentowi Stanów Zjednoczonych, Oliver zaprezentował książkę dla dzieci Day in the Life of Marlon Bundo[4]. Publikacja, będąca parodią książki autorstwa Pence’a, miała przesłanie antydyskryminacyjne[4]. Sprzedała się lepiej niż oryginalna publikacja i zajęła szóste miejsce na liście bestsellerów Amazona[4].

## Wpływ
Programowi Przegląd Tygodnia przypisuje się znaczące oddziaływanie na omawiane w nim osoby i organizacje. Efekt ten nazywany jest Efektem Olivera. Magazyn Time przypisuje mu między innymi wpływ na ograniczenie prawa konfiskaty mienia przez policję i znaczne zwiększenie wsparcia dla Towarzystwa Kobiet Inżynierów.

## Reakcje
W 2014 w jednym z odcinków John Oliver porównał Toma Wheelera do dingo wynajętego do opieki nad dzieckiem, nazywając konfliktem interesów to, że jest przewodniczącym Federalnej Komisji Łączności, choć wcześniej był lobbystą firmy kablowej. Na otwartym spotkaniu z Wheelerem jedna z osób zapytała go, czy widział ten odcinek. W odpowiedzi Wheeler oświadczył, że nie jest dingo.
Po tym jak w 2014 program skomentował monarchię i juntę w Tajlandii, rząd tego państwa uznał Johna Olivera za zagrożenie dla ich demokracji. Potwierdził to wyciekły dokument wojskowy, opisujący zagraniczną działalność zagrażającą tajskim instytucjom. Oliver wykorzystał tę okazję, aby w innym odcinku skrytykować prawo zakazujące wyśmiewania monarchów w różnych krajach, po czym zaczął żartować z królowej Niderlandów Beatrycze, emira Kuwejtu Sabaha al-Ahmad al-Dżabir as-Sabaha i księcia Danii Henryka.
W 2015 roku John Oliver skrytykował prezydenta Ekwadoru, Rafaela Correę, który publicznie potępiał osoby krytykujące go na Twitterze. Oliver, w swoim programie, zachęcił widzów do włączenia się w falę krytyki wobec Correi. Kilka dni później prezydent Ekwadoru odpowiedział, publicznie krytykując Olivera, co komik skomentował w kolejnym odcinku swojego programu.

## Lista odcinków
| Sezon | Sezon | Liczba odcinków | Data emisji             | Data emisji             |
| Sezon | Sezon | Liczba odcinków | Data pierwszego odcinka | Data ostatniego odcinka |
| ----- | ----- | --------------- | ----------------------- | ----------------------- |
|       | 1     | 24              | 27 kwietnia 2014        | 9 listopada 2014        |
|       | 2     | 35              | 8 lutego 2015           | 22 listopada 2015       |
|       | 3     | 30              | 14 lutego 2016          | 13 listopada 2016       |
|       | 4     | 30              | 12 lutego 2017          | 12 listopada 2017       |
|       | 5     | 30              | 18 lutego 2018          | 18 listopada 2018       |
|       | 6     | 30              | 17 lutego 2019          | 17 listopada 2019       |

## Nagrody i wyróżnienia
| Rok  | Nagroda                              | Kategoria                                            | Wynik     | Źródło |
| ---- | ------------------------------------ | ---------------------------------------------------- | --------- | ------ |
| 2015 | Writers Guild of America Award       | Komedia lub talk-show                                | Wygrana   | [ 12 ] |
| 2015 | Producers Guild of America Award     | Producent rozrywki na żywo i talk-show               | Nominacja | [ 13 ] |
| 2015 | Dorian Award                         | Program telewizyjny dotyczący bieżących spraw        | Nominacja | [ 14 ] |
| 2015 | Peabody Award                        | Peabody Award                                        | Wygrana   | [ 15 ] |
| 2015 | GLAAD Media Award                    | Odcinek talk-show                                    | Wygrana   | [ 16 ] |
| 2015 | Webby Award                          | Scenariusz                                           | Wygrana   | [ 17 ] |
| 2015 | Critics’ Choice Television Award     | Talk-show                                            | Nominacja | [ 18 ] |
| 2015 | Television Critics Association Award | Osiągnięcie w programach informacyjnych              | Wygrana   | [ 19 ] |
| 2015 | Primetime Emmy Award                 | Talk-show                                            | Nominacja | [ 20 ] |
| 2015 | Primetime Emmy Award                 | Scenariusz                                           | Nominacja | [ 20 ] |
| 2015 | Primetime Emmy Award                 | Program interaktywny                                 | Wygrana   | [ 20 ] |
| 2015 | Primetime Emmy Award                 | Montaż                                               | Nominacja | [ 20 ] |
| 2016 | Critics’ Choice Television Awards    | Najlepszy talk-show                                  | Wygrana   | [ 21 ] |
| 2016 | Dorian Award                         | Program telewizyjny dotyczący bieżących spraw        | Wygrana   | [ 22 ] |
| 2016 | Producers Guild of America Award     | Program telewizyjny dotyczący bieżących spraw        | Wygrana   | [ 23 ] |
| 2016 | GLAAD Media Award                    | Odcinek talk-show                                    | Nominacja | [ 24 ] |
| 2016 | Webby Award                          | Scenariusz                                           | Wygrana   | [ 25 ] |
| 2016 | Television Critics Association Award | Osiągnięcie w programach informacyjnych              | Nominacja | [ 26 ] |
| 2016 | Primetime Emmy Award                 | Talk-show                                            | Wygrana   | [ 20 ] |
| 2016 | Primetime Emmy Award                 | Scenariusz                                           | Wygrana   | [ 20 ] |
| 2016 | Primetime Emmy Award                 | Reżyseria                                            | Nominacja | [ 20 ] |
| 2016 | Primetime Emmy Award                 | Montaż                                               | Wygrana   | [ 20 ] |
| 2016 | Primetime Emmy Award                 | Montaż dźwięku                                       | Nominacja | [ 20 ] |
| 2016 | Primetime Emmy Award                 | Zdjęcia                                              | Nominacja | [ 20 ] |
| 2016 | Critics’ Choice Television Award     | Talk-show                                            | Nominacja | [ 27 ] |
| 2017 | Dorian Award                         | Program telewizyjny dotyczący bieżących spraw        | Nominacja | [ 28 ] |
| 2017 | Producers Guild of America Award     | Producent rozrywki na żywo i talk-show               | Wygrana   | [ 29 ] |
| 2017 | Writers Guild of America Award       | Komedia lub talk-show                                | Wygrana   | [ 30 ] |
| 2017 | MTV Movie & TV Award                 | Gospodarz programu                                   | Nominacja | [ 31 ] |
| 2017 | Webby Award                          | Scenariusz                                           | Nominacja | [ 32 ] |
| 2017 | Television Critics Association Award | Osiągnięcie w programach informacyjnych              | Nominacja | [ 33 ] |
| 2017 | Primetime Emmy Award                 | Talk-show                                            | Wygrana   | [ 20 ] |
| 2017 | Primetime Emmy Award                 | Scenariusz                                           | Wygrana   | [ 20 ] |
| 2017 | Primetime Emmy Award                 | Reżyseria                                            | Nominacja | [ 20 ] |
| 2017 | Primetime Emmy Award                 | Program interaktywny                                 | Wygrana   | [ 20 ] |
| 2017 | Primetime Emmy Award                 | Montaż (I)                                           | Wygrana   | [ 20 ] |
| 2017 | Primetime Emmy Award                 | Montaż (II)                                          | Nominacja | [ 20 ] |
| 2017 | Primetime Emmy Award                 | Montaż dźwięku                                       | Nominacja | [ 20 ] |
| 2017 | Primetime Emmy Award                 | Zdjęcia                                              | Nominacja | [ 20 ] |
| 2018 | Producers Guild of America Award     | Producent rozrywki na żywo i talk-show               | Wygrana   | [ 34 ] |
| 2018 | Dorian Award                         | Program telewizyjny dotyczący bieżących spraw        | Nominacja | [ 35 ] |
| 2018 | Directors Guild of America Award     | Talk-show, program informacyjny lub program sportowy | Nominacja | [ 36 ] |
| 2018 | Writers Guild of America Award       | Komedia lub talk-show                                | Wygrana   | [ 37 ] |
| 2018 | GLAAD Media Award                    | Odcinek talk-show                                    | Wygrana   | [ 38 ] |
| 2018 | Peabody Award                        | Peabody Award                                        | Wygrana   | [ 39 ] |
| 2018 | Television Critics Association Award | Osiągnięcie w skeczach                               | Wygrana   | [ 40 ] |
| 2018 | Primetime Emmy Award                 | Talk-show                                            | Wygrana   | [ 20 ] |
| 2018 | Primetime Emmy Award                 | Scenariusz                                           | Wygrana   | [ 20 ] |
| 2018 | Primetime Emmy Award                 | Reżyseria                                            | Nominacja | [ 20 ] |
| 2018 | Primetime Emmy Award                 | Program interaktywny                                 | Wygrana   | [ 20 ] |
| 2018 | Primetime Emmy Award                 | Montaż (I)                                           | Wygrana   | [ 20 ] |
| 2018 | Primetime Emmy Award                 | Montaż (II)                                          | Nominacja | [ 20 ] |
| 2018 | Primetime Emmy Award                 | Projekt programu                                     | Nominacja | [ 20 ] |
| 2018 | Primetime Emmy Award                 | Montaż dźwięku                                       | Nominacja | [ 20 ] |
| 2018 | Primetime Emmy Award                 | Zdjęcia                                              | Nominacja | [ 20 ] |
| 2019 | Dorian Award                         | Program telewizyjny dotyczący bieżących spraw        | Nominacja | [ 41 ] |
| 2019 | Producers Guild of America Award     | Producent rozrywki na żywo i talk-show               | Wygrana   | [ 42 ] |
| 2019 | Directors Guild of America Award     | Talk-show, program informacyjny lub program sportowy | Nominacja | [ 43 ] |
| 2019 | Writers Guild of America Award       | Komedia lub talk-show                                | Wygrana   | [ 44 ] |
| 2019 | GLAAD Media Award                    | Odcinek talk-show                                    | Nominacja | [ 45 ] |
| 2019 | Television Critics Association Award | Osiągnięcie w skeczach                               | Wygrana   | [ 46 ] |
| 2019 | Primetime Emmy Award                 | Talk-show                                            | Wygrana   | [ 20 ] |
| 2019 | Primetime Emmy Award                 | Scenariusz                                           | Wygrana   | [ 20 ] |
| 2019 | Primetime Emmy Award                 | Reżyseria                                            | Nominacja | [ 20 ] |
| 2019 | Primetime Emmy Award                 | Program interaktywny                                 | Nominacja | [ 20 ] |
| 2019 | Primetime Emmy Award                 | Montaż (I)                                           | Nominacja | [ 20 ] |
| 2019 | Primetime Emmy Award                 | Montaż (II)                                          | Wygrana   | [ 20 ] |
| 2019 | Primetime Emmy Award                 | Projekt programu                                     | Nominacja | [ 20 ] |
| 2019 | Primetime Emmy Award                 | Montaż dźwięku                                       | Nominacja | [ 20 ] |
| 2019 | Primetime Emmy Award                 | Zdjęcia                                              | Wygrana   | [ 20 ] |